# Jan Włodzimierz Lasocki
Jan Włodzimierz (Władysław) Lasocki herbu Dołęga (zm. 1674) – sędzia ziemski trocki w latach 1670–1674, podsędek trocki w latach 1664–1670, podwojewodzi trocki w latach 1661–1664, cześnik upicki w 1661 roku, sekretarz i dworzanin Jego Królewskiej Mości, starosta żyżmorski.
Był elektorem Michała Korybuta Wiśniowieckiego z województwa trockiego w 1669 roku.